# Belesar (Saviñao)
Belesar es una aldea que pertenece a la parroquia de Diomondi en el municipio gallego de Saviñao. La aldea se encuentra enclavada en plena Ribeira Sacra, al sur de la provincia de Lugo y presenta la característica de que es atravesada por las aguas del río Miño que la parte en dos, situándose en la margen oeste la aldea homónima pero perteneciente al municipio Chantada y en la margen este la perteneciente a Saviñao, que es además la más grande y en la que se encuentran las principales dotaciones, como un embarcadero y varios restaurantes.
Desde la construcción del embalse de Belesar sus tierras más fértiles fueron anegadas y la economía eminentemente agrícola y ganadera se desplomó, siendo hoy en día es uno de los principales puertos fluviales del río Miño, enfocado a los viajes turísticos en catamarán. Se encuentra a 234 m s. n. m. y está situada a 12 km de la capital del concejo, Escairón. 

## Población
De acuerdo al INE la aldea en conjunto contaba con una población de 22 habitantes en 2022, dándose la curiosidad de que en ambas márgenes había 11 habitantes censados.